# 凱伊 (阿拉巴馬州)
凱伊（英語：Key）是一個位於美國阿拉巴馬州切羅基縣的非建制地區。該地的面積和人口皆未知。

## 地理
凱伊的座標為34°06′09″N 85°32′04″W / 34.1025°N 85.53444°W，而該地最高點為海拔高度195米（即640英尺）。